# Karen Anker
Karen Annette Anker (Svenska: Karin Anette Anker) född 1804, död 1862, var en svensk-norsk hovfunktionär. 
Hon var dotter till den rika norska godsägaren Morten Anker och Annette Karine Thorsen. Hon blev 1828 hovfröken till Sverige-Norges kronprinsessa Josefina av Leuchtenberg i dennas norska hovstat (under unionen fanns det parallellt en svensk och en norsk hovstat). 
Anker kom att få stort inflytande över Prinsessan Eugénie av Sverige och Norge, då hon hade det direkta ansvar för Eugenies uppfostran (under överinseende av kungabarnens guvernant Christina Ulrika Taube). Efter att Eugenie formellt blev vuxen och fick lämna barnkammaren efter sin konfirmation 1845, tjänstgjorde Anker i praktiken som hennes hovmästarinna, även om hon formellt bara hade denna tjänst 1852-1854 och annars kallades "tjänstförättande hof-mästarinna": hon var Eugenies enda hovdam, och den enda som formellt ingick i dennas personliga hovstat vid denna tid utöver kammarfrun. 
Tillsammans med hovpredikanten dr J. G. Lundberg anges Anker som en av de två personer som ska ha präglat Eugenies undergivna läggning, då de båda beskrivs som dominanta karaktärer. 